# ユジン (歌手)
チェ・ユジン（朝: 최유진、崔有眞、Choi Yujin、1996年8月12日 - ）は、韓国のアイドル、女優。ガールズグループKep1erのメンバー、CLCの元メンバー。Kep1erではリーダーを務めている。

## 略歴
- 2013年、CUBEエンターテインメント主催の「ボイスプロジェクト」として4月30日に発売されたヤン・ヨソプのシングル「香水」にCUBE GIRLSというクレジット名で参加した[1]。同年3月13日、自作曲「You're My Love（유어마이러브）」をMelonと事務所の公式YouTubeチャンネルにて配信された[2]。
- 2015年3月19日に人気女性グループCLCのメンバーとしてデビューし、ミニアルバム『First Love』を発売した

### CLC時期の主なMV出演と楽曲
| 年   | MV          | YT Music 再生回数 | Spotify 再生回数 | MV視聴再生回数 | MV高評価数 | 米国Billboardデジタル ソングチャート 週間ランキング |
| ---- | ----------- | ----------------- | ---------------- | -------------- | ---------- | --------------------------------------------------- |
| 2017 | HobGoblin   | 9400万            | 5200万           | 4200万         | 75万       | 4                                                   |
| 2018 | Black Dress | 6900万            | 4000万           | 3900万         | 62万       | 5                                                   |
| 2019 | ME          | 5000万            | 3800万           | 2400万         | 68万       | 5                                                   |
| 2020 | Helicopter  | >億               | 5300万           | 7300万         | 130万      | 6                                                   |

- グループ名のCLCは『CrystaL Clear』の略で『水晶のように綺麗で透明』という意味が込められている。

CLCでのポジションはサブボーカル、リードダンサーである

- 2016年、ユジンはNaver TVのドラマ『悪夢先生』でチョン・ユナとして出演し、女優としてデビューした[5]。
- 2021年6月、Mnetのサバイバル番組『Girls Planet 999』に出場者として発表された[6][7][8] 。最終順位3位になり、人気女性グループKep1erのメンバーとしてデビュー[9]。

## ディスコグラフィー

### コラボレーション
- ヤン・ヨソプ「香水」（2013年）

## 出演

### テレビ番組
- 本物の男（2015年、MBC）
- キング・オブ・マスクシンガー（2019年、MBC）
- Girls Planet 999（2021年、Mnet）

### ウェブドラマ
- 悪夢先生（2016年、Naver TV）
- グリーンフィーバー（2017年、Naver TV）
- ホント無理だから（2021年、Netflix）
- カボチャの時間（2021年、Kakao TV）

### MV
- BTOB「Beep Beep」（2014年）
- G.NA「Secret」（2014年）

## 受賞歴
| 年     | 受賞                                              |
| ------ | ------------------------------------------------- |
| 2015年 | MBCエンターテインメント賞（ベストチームワーク賞） |